# Sclerosciadium nodiflorum
Sclerosciadium nodiflorum är en flockblommig växtart som beskrevs av Ernest Saint-Charles Cosson. Sclerosciadium nodiflorum ingår i släktet Sclerosciadium och familjen flockblommiga växter. Inga underarter finns listade i Catalogue of Life.